# Уивер, Блю
Блю Уивер (англ. Blue Weaver, при рождении Дерек Джон Уивер, англ. Derek John Weaver; 11 марта 1947; Кардифф, Уэльс) — британский сессионный музыкант, клавишник и автор песен, музыкальный продюсер. Наиболее известен по сотрудничеству с популярной группой Bee Gees.
Музыкальную карьеру начинал в таких коллективах, как Amen Corner и Fair Weather, которые основал вместе со своими знакомыми, затем перешёл в Strawbs, где заменил Рика Уэйкмана, ушедшего в Yes. В 1973 году покинул их и отправился в гастрольный тур по США совместно с рок-бэндом Mott the Hoople, выступавшим на разогреве у Queen. Блю Уивер часто приглашался различными известными артистами как сессионный, временный музыкант, в частности, его клавиши можно услышать на альбомах таких английских групп, как Streetwalkers и Pet Shop Boys. В течение семи лет он работал вместе с братьями Гибб из Bee Gees, исполняя клавишные партии, ездил с ними на концерты и записывался в студии.
Несколько раз выступал в качестве композитора различных проектов, например, занимался созданием саундтрека для музыкальной драмы «Таймс-Сквер». С 2009 года занимает пост директора гильдии музыкальных продюсеров Великобритании.